# With Oden on Our Side
With Oden on Our Side je šesté studiové album švédské death metalové kapely Amon Amarth vydané 22. září 2006. Digipak edice alba obsahuje bonusové CD s do té doby nevydanými demoverzemi písniček a dvě písničky z vystoupení na Wacken Open Air 2004.

## Seznam skladeb
1. Valhall Awaits Me
2. Runes To My Memory
3. Asator
4. Hermod's Ride To Hel - Lokes Treachery Part 1
5. Gods Of War Arise
6. With Oden On Our Side
7. Cry Of The Black Birds
8. Under The Northern Star
9. Prediction Of Warfare

### Bonusové CD – digipak edice
1. Where Silent Gods Stand Guard (živě – Wacken 2004)
2. Death In Fire (živě – Wacken 2004)
3. With Oden On Our Side (demo)
4. Hermod's Ride To Hel - Lokes Treachery Part I (demo)
5. Once Sent From The Golden Hall (Sunlight Studio Recording 1997)
6. Return Of The Gods (Sunlight Studio Recording 1997)

## Obsazení
- Johan Hegg – zpěv
- Olavi Mikkonen – kytara
- Johan Söderberg – kytara
- Ted Lundström – baskytara
- Fredrik Andersson – bicí